# 亞歷山德里夫卡 (舊西尼亞瓦市鎮)
49°37′55″N 27°23′26″E / 49.63194°N 27.39056°E
亞歷山德里夫卡（烏克蘭語：Олександрівка）是位於烏克蘭西部的村莊，由赫梅利尼茨基州裡赫梅利尼茨基區的舊西尼亞瓦市鎮負責管轄。該村始建於1910年，面積0.69平方公里，海拔高度304米，2022年人口31。